# Кашперське Гори
Кашперське Гори, Кашперські Гори (чеськ. Kašperské Hory) — місто в південно-західній частині Чехії, стоїть у Пльзенському краї в районі Клатови (чеськ. Okres Klatovy) біля руїн замку Кашперк, верхньої течії річки Отави та на кордоні Шумави на висоті 730 м над рівнем моря.

## Історія
Перша згадка про Кашперське Гори датована 1330 роком. Розвиток населеного пункту був пов'язаний з видобутком золота. Починаючи з XIV століття село, що лежало на території нинішніх Кашперських Гір, розвивалося досить швидко та через деякий час перетворилося в невелике місто, яке виявилося настільки розвиненим, що навіть допомагало тодішньому королю Чехії Іоганну Люксембурзькому в битвах, крім цього за часів його правління тут існувало біля трьохсот золотих копалень. Населений пункт користувався значними привілеями та вважався вільним містом. Король Карл IV заснував неподалік міста замок Кашперк для захисту своїх володінь та золотих копалень.
Починаючи з XVI століття обсяги видобутку золота в регіоні знизилися, проте це не стало перешкодою для подальшого розвитку міста. У 1572 воно отримало власний герб, а у 1584 — статус «королівського». У подальшому воно почало скуповувати прилеглі до нього території, у 1617 місто придбало також замок Кашперк. З тих пір воно отримало свою теперішню назву. В ході Тридцятирічної війни видобуток золота в Кашперських Горах занепав майже остаточно, у 1777 був припинений повністю. Починаючи з XIX століття в місті розвивалася лісова промисловість, здебільшого населений пункт спеціалізувався на виробництві безпечних сірників. Сьогодні в Кашперських Горах добре розвинений туризм.

## Населення
Станом на 1880 рік населення Кашперських Гір становило 2340 чоловік. На сьогоднішній день тут проживає 1535 жителів (2010), серед них 760 чоловіків та 775 жінок. Станом на 2010 рік середній вік становив 42 роки: серед чоловіків — 40 років, серед жінок — 44 роки. Станом на 1 січня 2012 в Кашперських Горах проживає 1483 чоловік, серед них 729 чоловіків та 754 жінки. Середній вік станом на 1 січня 2012 становить 42,7 років: серед чоловіків — 40,4 років, серед жінок — 45 років.

## Визначні місця
- Ратуша
- Архідияконський костьол св. Маргарити
- Каплиця св. Анни
- Костьол св. Миколая
- Долина річки Видра
- Руїни замку Кашперк
- Костьол св. Марії
- Кам'яний «стовб ганьби»
- Непрацюючий завод Богемія-Верке

## Цікавий факт
Місто Кашперське Гори згадується в багатьох новелах та історіях, написаних відомим письменником Карелом Клостерманом (1848–1923).